# Benthophilus durrelli
Benthophilus durrelli is een  straalvinnige vissensoort uit de familie van grondels (Gobiidae). De wetenschappelijke naam van de soort is voor het eerst geldig gepubliceerd in 2004 door Boldyrev & Bogutskaya.
De soort staat op de Rode Lijst van de IUCN als niet bedreigd, beoordelingsjaar 2008.